# 志戸川
志戸川（しどがわ）は、埼玉県北西部の児玉地方を流れる利根川水系小山川支流の一級河川である。

## 地理
埼玉県児玉郡美里町広木の陣見山山中の十二天嗣周辺より那珂川、鳶ノ巣川、枌木川が源を発し合流して志戸川となる。支流と合流しながら美里町、深谷市の田園地帯を東北東に流れ、深谷市西田付近で小山川に合流する。流域には古墳が多くある。また、秋季は川沿いで彼岸花が見ごろになる。

## 支流
- 天神川
- 藤治川

## 橋梁
上流から
- 国道254号
- 志度川橋梁（八高線）
- 名称不明
- 和田橋
- 志戸川橋
- 志戸川橋（埼玉県道31号本庄寄居線）
- 美里大橋
- 関越自動車道
- 新立野橋
- 新大橋（埼玉県道75号熊谷児玉線）
- 観音橋
- 天理橋
- 名称不明
- 下河原橋
- 和倉橋
- 志戸川橋りょう（上越新幹線）
- 落合橋（埼玉県道86号花園本庄線）
- 棒沓橋
- 支度川橋梁（高崎線）

## 名称表記

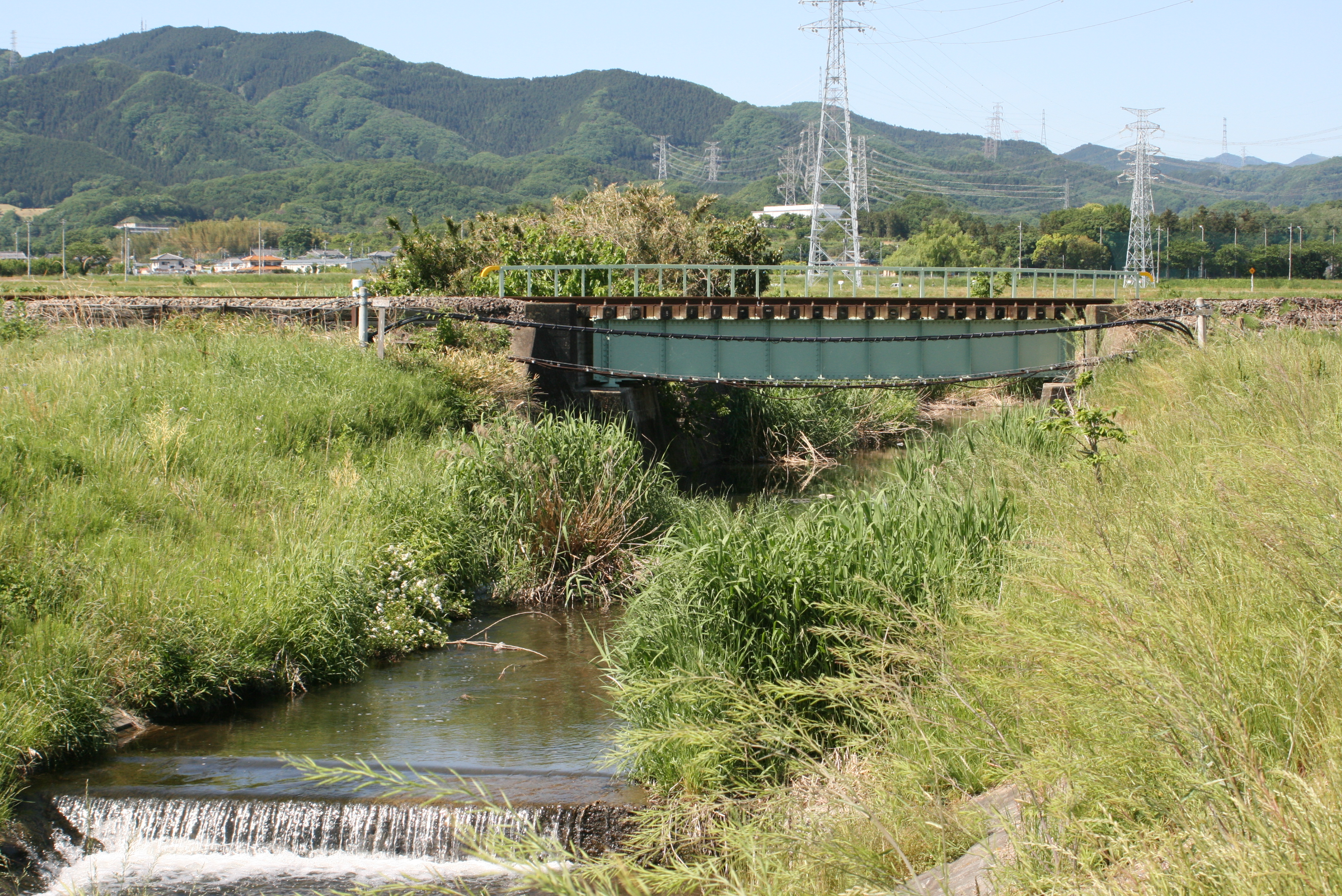
志戸川にかかるJR八高線志度川橋梁

河川名は志戸川であり、各橋の橋名板にも志戸川と表示されているが、かつては別の漢字表記も見られた。武蔵国郡村誌には志戸川とともに志度川という表記も見られる。またJR八高線の橋梁には「志度川橋りょう」、JR高崎線の橋梁には「支度川橋りょう」との表示がある。